# Adelpha coryneta
Adelpha coryneta is een vlinder uit de onderfamilie Limenitidinae van de familie Nymphalidae. De wetenschappelijke naam van de soort werd als Heterochroa coryneta in 1874 gepubliceerd door William Chapman Hewitson.